# ISS-Expedition 68
ISS-Expedition 68 ist die Missionsbezeichnung für die 68. Langzeitbesatzung der Internationalen Raumstation (ISS). Die Mission begann am 29. September 2022 mit dem Abkoppeln des Raumschiffs Sojus MS-21 von der ISS und endete mit dem Abkoppeln von Sojus MS-22 am 28. März 2023.

## Besatzung
Ankunft mit SpaceX Crew-4 am 27. April 2022, Rückkehr zur Erde mit der Crew Dragon C212 "Freedom" am 14. Oktober 2022:
- Samantha Cristoforetti, Kommandantin (2. Raumflug, Italien/ESA)[1]
- Kjell Lindgren, Bordingenieur (2. Raumflug, USA/NASA)
- Bob Hines, Bordingenieur (1. Raumflug, USA/NASA)
- Jessica Watkins, Bordingenieurin (1. Raumflug, USA/NASA)

Ankunft mit Sojus MS-22 am 21. September 2022:
- Sergei Prokopjew, Bordingenieur, nach Abdocken von SpaceX-Crew-4 Kommandant (2. Raumflug, Russland/Roskosmos)
- Dmitri Petelin, Bordingenieur (1. Raumflug, Russland/Roskosmos)
- Francisco Rubio, Bordingenieur (1. Raumflug, USA/NASA)

Ankunft mit SpaceX Crew-5 am 6. Oktober 2022, Rückkehr zur Erde mit der Crew Dragon C210 "Endurance" am 12. März 2023:
- Nicole Mann, Bordingenieurin (1. Raumflug, USA/NASA)
- Josh Cassada, Bordingenieur (1. Raumflug, USA/NASA)
- Koichi Wakata, Missionsspezialist (5. Raumflug, Japan/JAXA)
- Anna Kikina, Missionsspezialistin (1. Raumflug, Russland/Roskosmos)

Ankunft mit SpaceX Crew-6 am 3. März 2023 (für Expedition 69):
- Stephen Bowen, Bordingenieur (4. Raumflug, USA/NASA)
- Warren Hoburg, Bordingenieur (1. Raumflug, USA/NASA)
- Sultan al-Nejadi, Bordingenieur (1. Raumflug, UAE/MBRSC)
- Andrej Fedjajew, Bordingenieur (1. Raumflug, Russland/Roskosmos)

### Ersatzmannschaft
Seit Expedition 20 wird wegen des permanenten Trainings für die Besatzungen keine offizielle Ersatzmannschaft mehr bekanntgegeben. Inoffiziell gelten die Backup-Crews der jeweiligen Zubringerraumschiffe (siehe dort) als Ersatzmannschaft. In der Regel kommen diese Crews dann jeweils zwei Missionen später selbst zum Einsatz.
Ersatz für Anna Kikina (Falls sich die Beziehung zu Russland wegen des russischen Überfalls auf die Ukraine weiter verschärft hätte):
- Jeanette Epps, Missionsspezialistin (1. Raumflug, USA/NASA)

## Missionsbeschreibung

### Frachterverkehr
Am 23. Oktober wurde Progress MS-19 vom Dockingport des Poisk-Moduls abgekoppelt.
Am 28. Oktober um 02:48 UTC koppelte Progress MS-21 an das Poisk-Modul an. Der Frachter soll acht Monate mit der ISS verbunden bleiben, ehe er mit Abfall beladen abgekoppelt und über den Südpazifik zum Verglühen gebracht wird.
Am 9. November nutzten Nicole Mann und Josh Cassada den Greifarm Canadarm2 und fingen das Frachtraumschiff Cygnus NG-18 ein. Anschließend wurde der Greifarm durch Kommandos von der Bodenstation so gedreht, dass Cygnus an der Unterseite des Moduls Unity befestigt werden konnte.

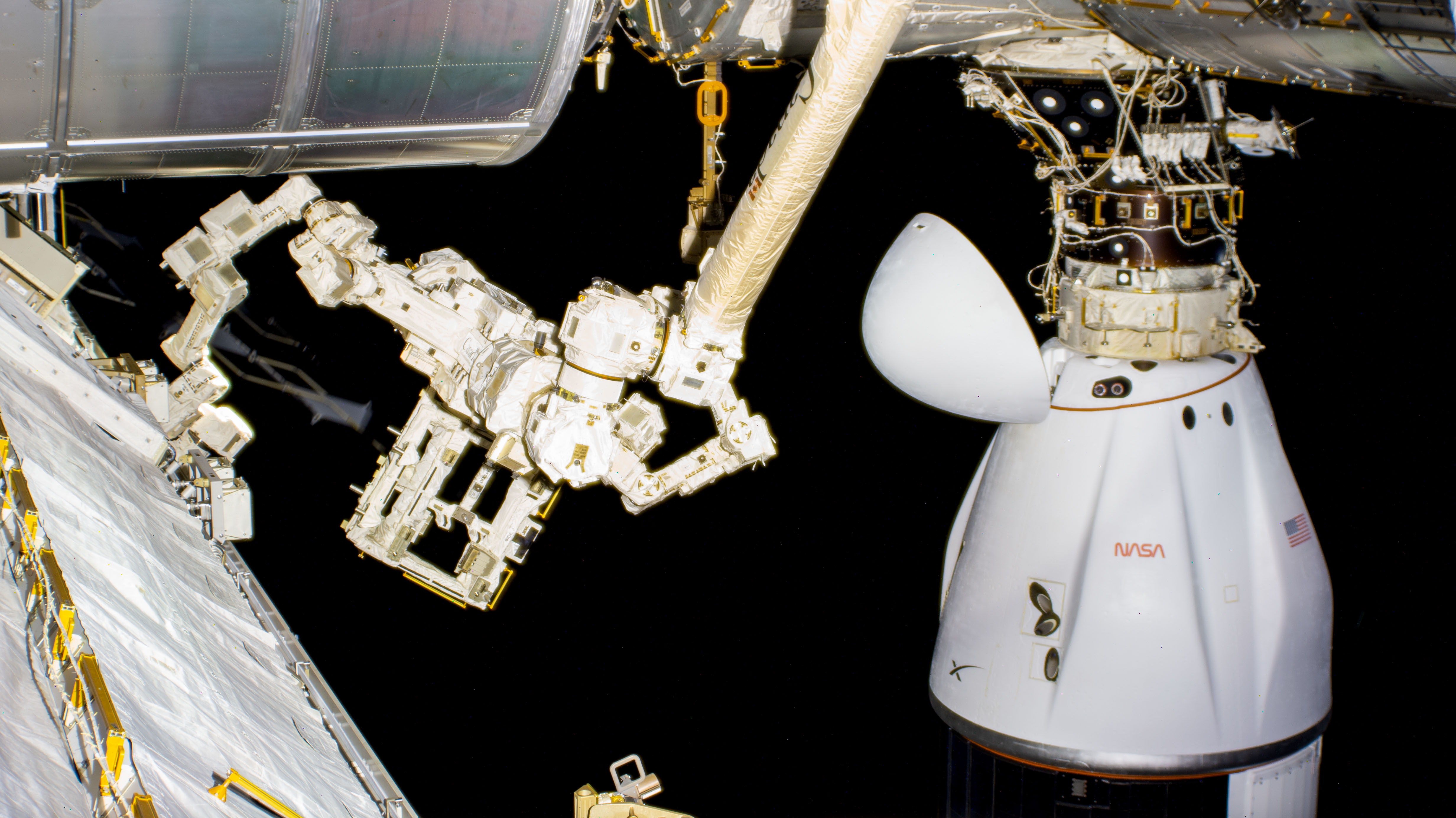
Dragon CRS-26 angedockt an der ISS

Das Raumschiff Dragon CRS-26 erreichte die ISS am 27. November und dockte am zenith port des ISS-Moduls Harmony an. Josh Cassada und Nicole Mann überwachten den Anflug.
Am 9. Januar 2023 koppelte Dragon CRS-26 wieder von der ISS ab und wasserte am 11. Januar vor der Küste Floridas.
Am 7. Februar wurde Progress MS-20 vom Dockingport des Swesda-Moduls abgekoppelt. Der unbemannte Transporter trat einige Stunden später in die Erdatmosphäre ein und verglühte über dem Südpazifik.
Am 18. Februar koppelte Progress MS-21 vom Poisk-Modul ab. Prokopjew und Petelin sandten Befehle vom russischen Segment der Station, um die Progress für eine zusätzliche visuelle Inspektionen des allgemeinen Bereichs zu drehen, nachdem am 11. Februar ein Leck im Kühlmittelkreislauf auftrat.

### Außenbordarbeiten
Am 15. November verließen Josh Cassada und Francisco Rubio die Station um eine Halterung an der Steuerbordseite des zentralen Trägers zu montieren.

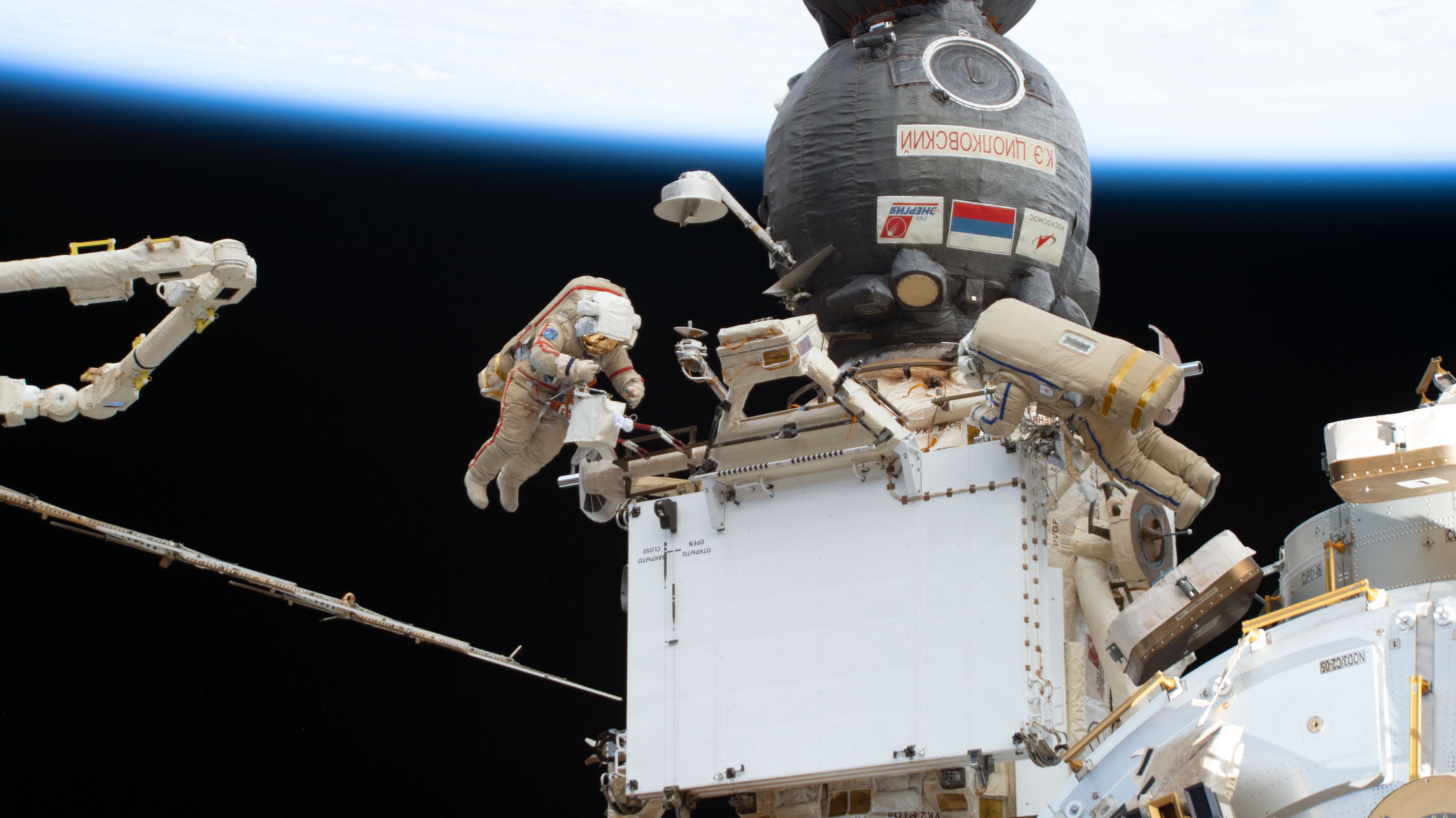
Sergei Prokopjew und Dmitri Petelin beim zweiten Außeneinsatz

Am 17. November verließen Sergei Prokopjew und Dmitri Petelin die Raumstation durch die Luftschleuse des Moduls Poisk. Die Kosmonauten bereiteten den Wärmetauscher zur Kühlung des Rasswet-Moduls für den Transfer zum Nauka-Modul vor. Weitere Aufgaben waren die Installation des Blockers bei Strela-2 und die Installation einer Sicherung am Nauka-Modul.
Am 3. Dezember verließen Cassada und Rubio die Station erneut. Diesmal installierten sie ein IROSA (ISS Rollout Solar Array) auf dem Steuerbord-4-Träger der Raumstation.

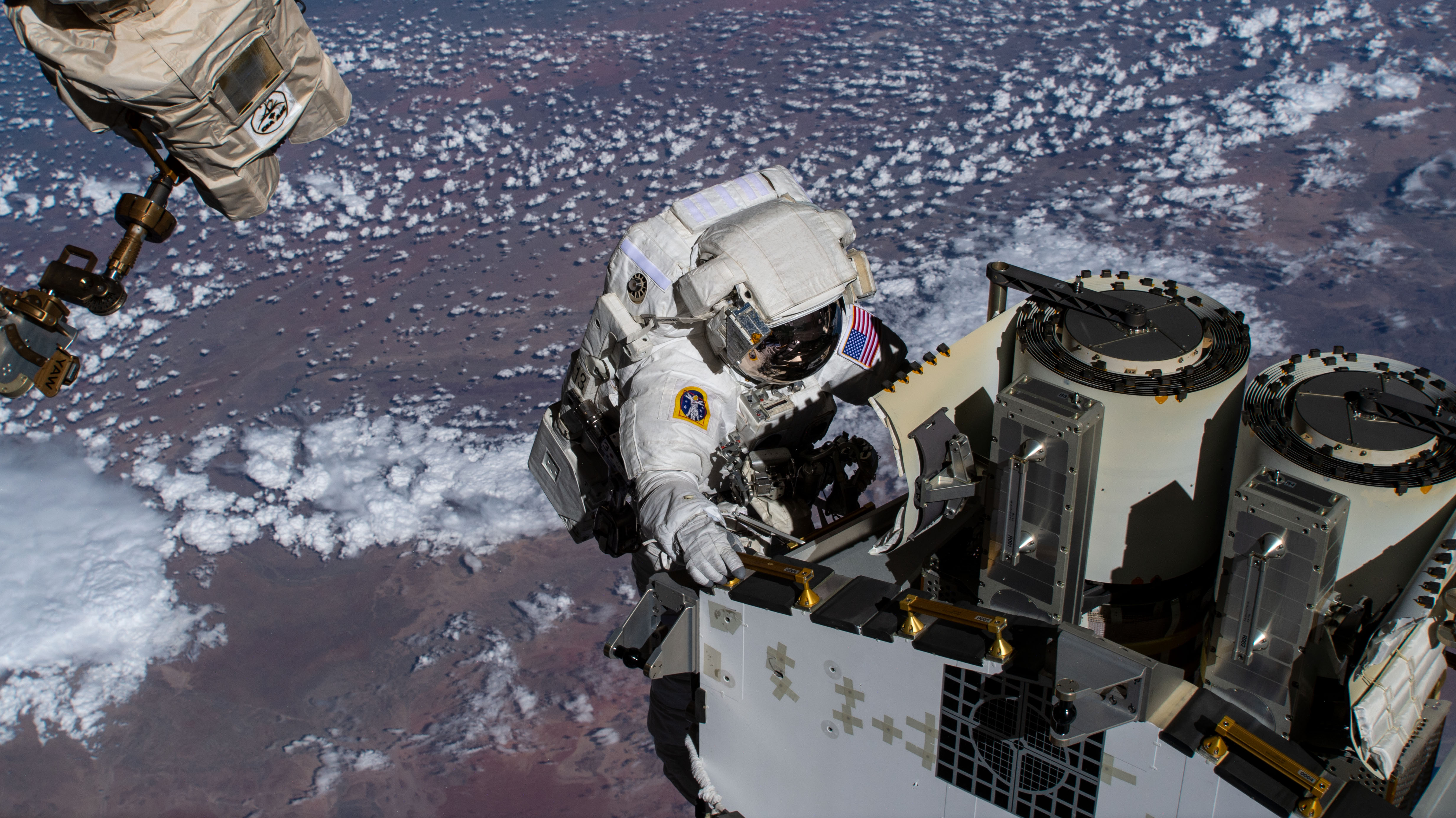
Josh Cassada beim vierten Außeneinsatz

Am 22. Dezember verließen Cassada und Rubio die Station ein weiteres Mal. Sie installierten auf dem 4A-Solarpanel ein weiteres IROSA-Gerät.

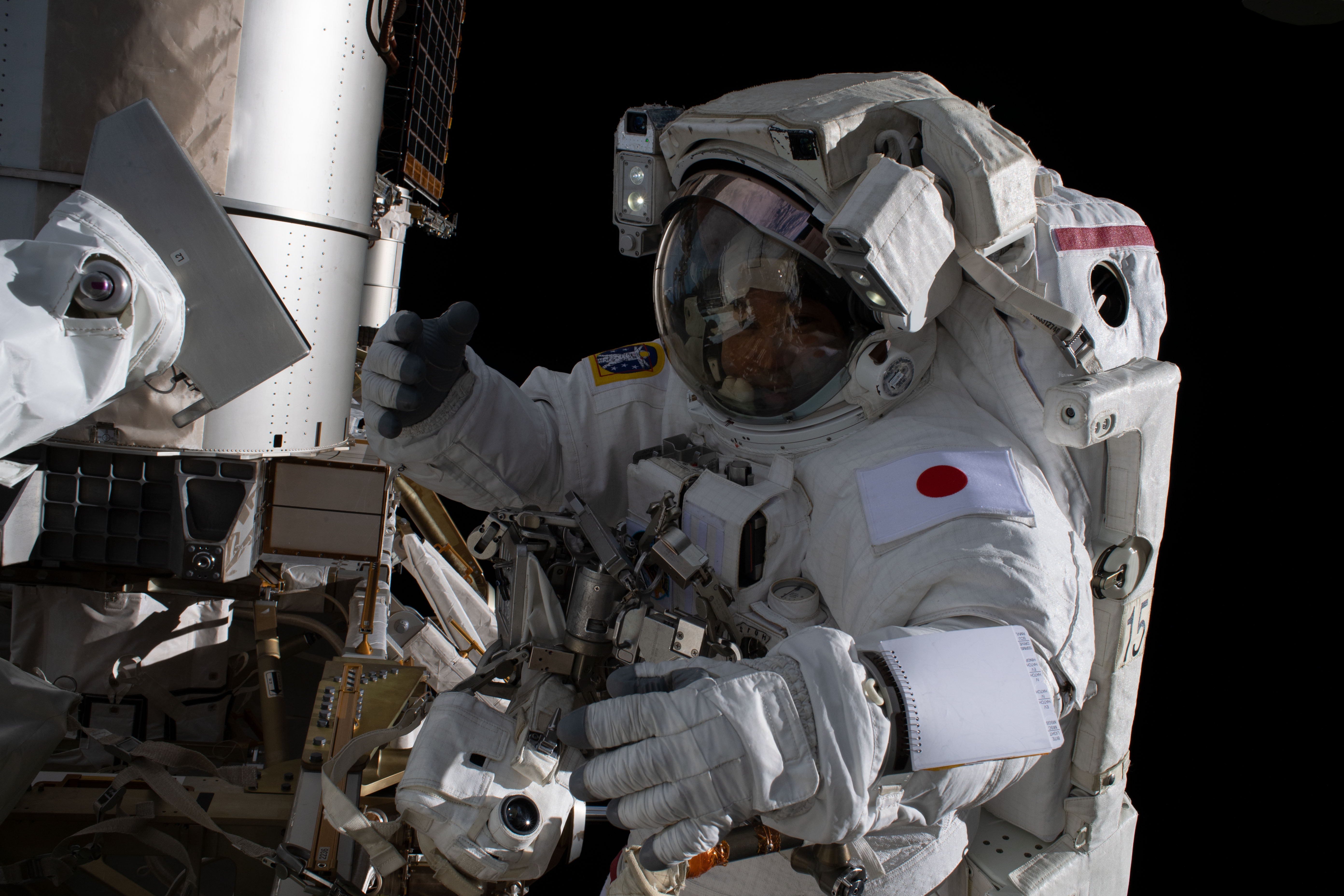
Kōichi Wakata beim fünften Außeneinsatz

Am 20. Januar absolvierten Kōichi Wakata und Nicole Mann den ersten Außenbordeinsatz des Jahres 2023. Sie schlossen die Installation einer Montageplattform auf dem 1B-Stromkanal ab, die während eines früheren Außenbordeinsatzes begonnen wurde und begannen mit der Installation einer Montageplattform auf dem 1A-Stromkanal. Die obere Strebe, die IROSA-Halterung und die untere Strebe passten wie erwartet zusammen, aber die mittlere Strebe saß nicht richtig. Nachdem Mission Control einige Zeit damit verbracht hatte, das Problem zu beheben, brach es den Versuch ab.
Am 2. Februar unternahmen Wakata und Mann einen weiteren Außeneinsatz. Das Duo schloss die Installation der Montageplattform ab, die während des Einsatzes am 20. Januar begonnen wurde, verlegten und installierten eine bewegliche tragbare Fußstütze vom P6-Träger für zukünftige Arbeiten bei Außenbordeinsätzen und schlossen die Kabelführung auf dem 1B-Stromkreislauf ab.
Die Installation ist Teil einer Reihe von Außenbordeinsätzen zur Erweiterung der Stromkreisläufe der Station mit neuen IROSA-Geräten (International Space Station Roll-Out Solar Array). Bisher wurden vier IROSAs installiert und zwei weitere werden bei zukünftigen Außenbordeinsätzen nach ihrer Ankunft auf den installierten Plattformen montiert.

## Rückkehr zur Erde

### Rückholungsproblem
Nachdem im Dezember 2022 eine Beschädigung an Sojus MS-22, die laut Roskosmos auf den Einschlag eines kleinen Meteoriten zurückzuführen ist, und infolge dessen ein Loch im Kühlsystem von weniger als einem Millimeter Durchmesser entdeckt und der Austritt von Kühlflüssigkeit dokumentiert wurde, entschied Roskosmos, Sojus MS-22 anders als ursprünglich geplant, unbemannt zur Erde zurückzuschicken. Aufgrund der ausgetretenen Kühlflüssigkeit wäre ein Rücktransport mit der Sojus MS-22 ohne Kühlung lebensgefährlich. Stattdessen startete Roskosmos die ursprünglich für März 2023 als bemannter Flug geplante Sojus MS-23 am 24. Februar 2023 als Frachter ohne Raumfahrer zur ISS, so dass die Besatzung von Sojus MS-22 mit dieser Raumfähre zur Erde zurückkehren kann. Das Raumschiff koppelte am 26. Februar automatisch gesteuert an der Station an.
Die Rückkehr des USA/NASA-Teils der Expedition, der Crew-5, hat am 11./12. März 2023 stattgefunden.